# Otto Reichow
August Otto Reichow (* 4. Dezember 1904 in Tempelburg, Pommern, Deutsches Reich; † 20. Oktober 2000 in Encino, Kalifornien, Vereinigte Staaten) war ein deutsch-amerikanischer Schauspieler in Hollywoodfilmen.

## Leben
Über Otto Reichows frühen Jahre ist kaum etwas bekannt. Er soll seit 1928 (darunter in Berlin) Theater gespielt haben; Festengagements sind jedoch in den deutschen Bühnenjahrbüchern nicht feststellbar. Noch 1935 war er in Berlin gemeldet, im Jahr darauf emigrierte er nach Frankreich. Der Grund dafür soll die Ermordung seines Bruders durch Nazi-Schergen gewesen sein. In Frankreich gab er seinen Einstand vor der Kamera mit einem winzigen Auftritt in Jean Renoirs Meisterwerk Die große Illusion. Im Mai 1937 reiste Reichow via Rotterdam nach Kalifornien aus, wo er ab Ende Juni 1937 in Los Angeles nachweisbar ist. Im Oktober 1937 beantragte er die US-amerikanische Staatsbürgerschaft, die ihm offenbar erst im August 1949 gewährt wurde.
Reichow führte in der Emigration das typische Kleindarstellerleben eines europäischen Emigranten. Vor allem während des Zweiten Weltkriegs spielte er in einer Fülle von antinazistischen Propagandafilmen mit. Dabei wurde er regelmäßig mit Klein- und Kleinstrollen als zackiger und tumber Nazi-Uniformträger besetzt. Diese Parts waren zumeist derart winzig, dass sie häufig keine Namen besaßen und Reichow auch nicht im Vor- oder Abspann namentlich erwähnt wurde.
In Hollywood freundete er sich offensichtlich mit Errol Flynn an, an dessen Seite er in mehreren Filmen zu sehen war. Als Flynn starb, war Reichow einer von mehreren Sargträgern, darunter an der Seite von Filmgrößen wie Raoul Walsh und Mickey Rooney. Reichow zog sich 1965 weitgehend von der Schauspielerei zurück, letztmals trat er 1972 vor die Kamera. Er starb im Jahre 2000 hochbetagt in seiner kalifornischen Wahlheimat.

## Filmografie (nur Kinofilm-Auswahl)
- 1937: Die große Illusion
- 1939: Ich war ein Spion der Nazis
- 1940: Arizona Gang Busters
- 1941: Menschenjagd
- 1941: Underground
- 1941: A Yank in the R.A.F.
- 1941: Agenten der Nacht
- 1941: Paris Calling
- 1942: Sein oder Nichtsein
- 1942: Joan of Paris
- 1942: Schiff ahoi!
- 1942: Der Rattenfänger von Hameln
- 1942: Invisible Agent
- 1942: Berlin Correspondent
- 1942: Es waren einmal Flitterwochen
- 1942: Reunion in France
- 1943: Tarzan und die Nazis
- 1943: Chetniks
- 1943: The Moon is Down
- 1943: Auch Henker sterben (Hangmen Also Die)
- 1943: Fünf Gräber bis Kairo (Five Graves to Cairo)
- 1943: Einsatz im Nordatlantik (Action in the North Atlantic)
- 1943: Hitler’s Madman
- 1943: Bomber’s Moon
- 1943: Sahara
- 1943: The Strange Death of Adolf Hitler
- 1944: Voice in the Wind
- 1944: Tampico
- 1944: The Hitler Gang
- 1944: Address Unknown
- 1944: Wilson
- 1944: The Hour Before Dawn
- 1944: Das siebte Kreuz
- 1945: Son of Lassie
- 1945: Counter-Attack
- 1945: Nob Hill
- 1945: Paris Underground
- 1945: Reunion in France
- 1946: The Searching Wind
- 1946: Im Geheimdienst
- 1946: 13 Rue Madeleine
- 1947: Das Doppelleben des Herrn Mitty
- 1947: The Beginning or the End?
- 1947: The Jewels of Brandenburg
- 1947: Goldene Ohrringe (Golden Earrings)
- 1948: Der Herr der Silberminen (Silver River)
- 1948: Eine auswärtige Affäre
- 1948: Sealed Verdict
- 1948: Der Mann ohne Gesicht
- 1949: Ich war eine männliche Kriegsbraut
- 1949: Kesselschlacht
- 1949: Alaska Patrol
- 1950: So ein Pechvogel
- 1952: Mara Maru
- 1953: Die Wüstenratten
- 1954: Das unsichtbare Netz (Night People)
- 1954: Alt-Heidelberg
- 1954: Der Talisman
- 1955: Nachtclub-Affären
- 1955: Zur Hölle und zurück
- 1956: Nur Du allein
- 1956: Zwischen Himmel und Hölle
- 1956: Der Mann im grauen Flanell
- 1956: Istanbul
- 1957: Selten so gelacht
- 1957: Mein Mann Gottfried
- 1957: Die jungen Löwen
- 1958: Fräulein
- 1958: Jakobowsky und der Oberst
- 1958: Die Hexenküche des Dr. Rambow
- 1961: Jagd auf Eichmann (Operation Eichmann)
- 1961: Die vier apokalyptischen Reiter
- 1961: Es begann in Rom
- 1962: Hitler
- 1962: Spiel mit mir (Billy Rose’s Jumbo)
- 1963: Der Preis
- 1963: Prinzgemahl im Weißen Haus
- 1964: 36 Stunden
- 1972: Keine Gnade für Ulzana